# Lincoln (Califòrnia)
Lincoln és una població dels Estats Units a l'estat de Califòrnia. Segons el cens del 2007 tenia 39.556 habitants.

## Demografia
Segons el cens del 2000, Lincoln tenia 11.205 habitants, 3.874 habitatges, i 3.033 famílies. La densitat de població era de 236,5 habitants/km².
Dels 3.874 habitatges en un 40,5% hi vivien nens de menys de 18 anys, en un 59,5% hi vivien parelles casades, en un 13,3% dones solteres, i en un 21,7% no eren unitats familiars. En el 17,2% dels habitatges hi vivien persones soles el 6,8% de les quals corresponia a persones de 65 anys o més que vivien soles. El nombre mitjà de persones vivint en cada habitatge era de 2,86 i el nombre mitjà de persones que vivien en cada família era de 3,2.
Per edats la població es repartia de la següent manera: un 30% tenia menys de 18 anys, un 8,9% entre 18 i 24, un 30,3% entre 25 i 44, un 19,6% de 45 a 60 i un 11,3% 65 anys o més.
L'edat mediana era de 32 anys. Per cada 100 dones de 18 o més anys hi havia 92,7 homes.
La renda mediana per habitatge era de 45.547 $ i la renda mediana per família de 51.166 $. Els homes tenien una renda mediana de 38.460 $ mentre que les dones 25.603 $. La renda per capita de la població era de 19.447 $. Entorn del 10,3% de les famílies i el 12,4% de la població estaven per davall del llindar de pobresa.

## Poblacions més properes
El següent diagrama mostra les poblacions més properes.